# Gerhard Walter (Aikidoka)
Gerhard Walter (* 1944) ist ein hochrangiger deutscher Aikido-Lehrer (Shihan). Er trägt den 8. Dan im Aikido und ist Vorstandsmitglied des Bundesverbands der Aikido-Lehrer.

## Leben
Im Alter von 20 Jahren wandte sich Gerhard Walter Zen und Aikido zu. Er begann bei Katsuaki Asai, der 1965 aus Japan nach Westdeutschland gekommen war, Aikido zu trainieren, und legte bei ihm seine ersten Dan-Prüfungen ab. Über Asai kam er in Kontakt mit weiteren hochrangigen Shihans des Aikido in Europa wie Hiroshi Tada und Masamichi Noro, bei dem er in Paris als Uchi deshi trainierte. 1968 machte er sein erstes Zen Sesshin bei Nagaya Roshi und besuchte in Paris das Zen-Dōjō von Taisen Deshimaru Roshi.
Zur Vertiefung seiner Erfahrungen im Aikido und Zen ging er 1974 nach Japan, wo er dem Aikido-Meister Tōhei Kōichi begegnete und Aikido bei Seigo Yamaguchi im Aikikai Hombu Dojo trainierte, der seinen Aikido-Stil wesentlich prägte. Während seiner Aufenthalte in Japan lebte er in Kamakura und praktizierte dort bei dem Zen-Meister Yamada Roshi Zazen. Später wurde er Laienmönch am Zen-Kloster von Harada Roshi bei Kyoto, das er für Aikido-Lehrgänge und seine Tätigkeit als Aikidolehrer verlassen konnte. Für seine therapeutische Arbeit mit Zen wurde die Begegnung mit Karlfried Graf Dürckheim in den 1970er Jahren bedeutsam. Seit den 1970er Jahren führt er ein eigenes Aikido-Dojo und baute von 1976 an ein Institut für Aikido-Zen in Berlin auf. Damit gehört Gerhard Walter zur zweiten Aikidoka-Generation in Deutschland.
Nach Differenzen mit Katsuaki Asai im Aikikai-Deutschland gründeten Meisterschüler von Asai, unter ihnen Gerhard Walter, 1987 den Bund deutscher Aikido-Schulen, der 2008 in Bundesverband der Aikido-Lehrer (BDAL) umbenannt wurde. In diesem Fachverband, der 56 Dojos (Stand 2014) umfasst, haben sich unabhängige Aikido-Vereine zusammengeschlossen. Gerhard Walter ist im Vorstand des BDAL für Grundsatzfragen zuständig.
Seit 1995 leitet er für die Universität Graz (Bad Gleichenberg) ein Zen-Projekt für Therapeuten.

## Aikido-Stil
Gerhard Walter verbindet explizit Aikido und Zen, um den dynamischen und den meditativen Aspekt des Lebens zur Geltung zu bringen. Er geht dabei von einem ganzheitlichen Ansatz aus, der Dualismen als Abstraktionen auffasst, die nicht der Wirklichkeit entsprechen. Daher soll die Vorstellung, dass Geist und Körper getrennt wären und wieder vereinigt werden müssten, fallen gelassen werden, weil sie über die ursprüngliche und unverlierbare Einheit von Sein und Wahrnehmung täusche. Im Zen geht es um Präsenz, d. h. um die ganzheitliche Wahrnehmung der unmittelbar gegenwärtigen Wirklichkeit, die bewusstes Sein ist. Das Aikido beruht, wie im Grunde jede Kampfkunst, auf natürlicher Bewegung und Achtsamkeit. Damit ermöglicht es die Erfahrung, dass Geist und Körper nicht getrennt sind und es darauf ankommt, aufzuhören, „uns selbst auseinander zu dividieren“. Aikido-Lehrer haben daher zu zeigen, „wie man aufhört, natürliche Bewegung zu verhindern“. Da das Geheimnis der Effektivität z. B. der Selbstverteidigung in natürlicher Bewegung liegt, tritt der technische Aspekt der Selbstverteidigung im Aikido-Zen deutlich zurück, sind die Techniken doch vielmehr ein Vehikel, den Bezug zur natürlichen Haltung wiederzugewinnen. Aufgrund des ganzheitlichen Ansatzes ist zwar das Verstehen der Technik und auch die Verausgabung im Aikido notwendig, nicht aber könne man über bloße Technik einen Zugang zum Aikido erhalten. „Es geht weniger um Technik, sondern um das Da-Sein, wo man ist. Es geht um das Eins-Sein mit sich und dem Augenblick. Daraus erwachsen natürliche Bewegung und natürliches Handeln“, das immer gegenwärtige Ki des Ganzen.